# Šerák
Šerák (německy Hochschar) je 1351 m vysoká hora v Hrubém Jeseníku, na historické hranici Moravy a Slezska. Spolu se sousedním Keprníkem je součástí Národní přírodní rezervace Šerák-Keprník a také širšího území CHKO Jeseníky.
Průměrná roční teplota je 2,2 °C, průměrný roční úhrn srážek 1200 mm, sněhová pokrývka zde leží 180 dní v roce.

## Poloha
Šerák a jeho rozsochy tvoří severní zakončení hlavního jesenického hřebene. Na západě svahy Šeráku spadají přes Mračnou horu a sedlo Čerňava do Ramzovského sedla, které odděluje Hrubý Jeseník od Rychlebských hor, na východě do širokého údolí Bělé. Na jihu pokračuje hlavní jesenický hřeben Keprníkem a dále na Červenohorské sedlo. Na severu svahy Šeráku příkře spadají do údolí Vražedného a Ramzovského potoka. Nad Vražedným potokem se tyčí Obří skály - zdaleka viditelný útvar ze staurolytických svorů.
Šerák leží na hlavním evropském rozvodí mezi Černým a Baltským mořem. Vražedný, Ramzovský, Javoříčský a Bystrý potok odvádějí vodu do Bělé a dále do Odry a Baltského moře. Řeka Branná, která pramení na jihozápadních svazích Šeráku odvádí své vody do Moravy a dále do Dunaje a Černého moře. Na úbočí pod sedlem Čerňava je studánka s pitnou vodou - Dobrá voda.

## Turistika

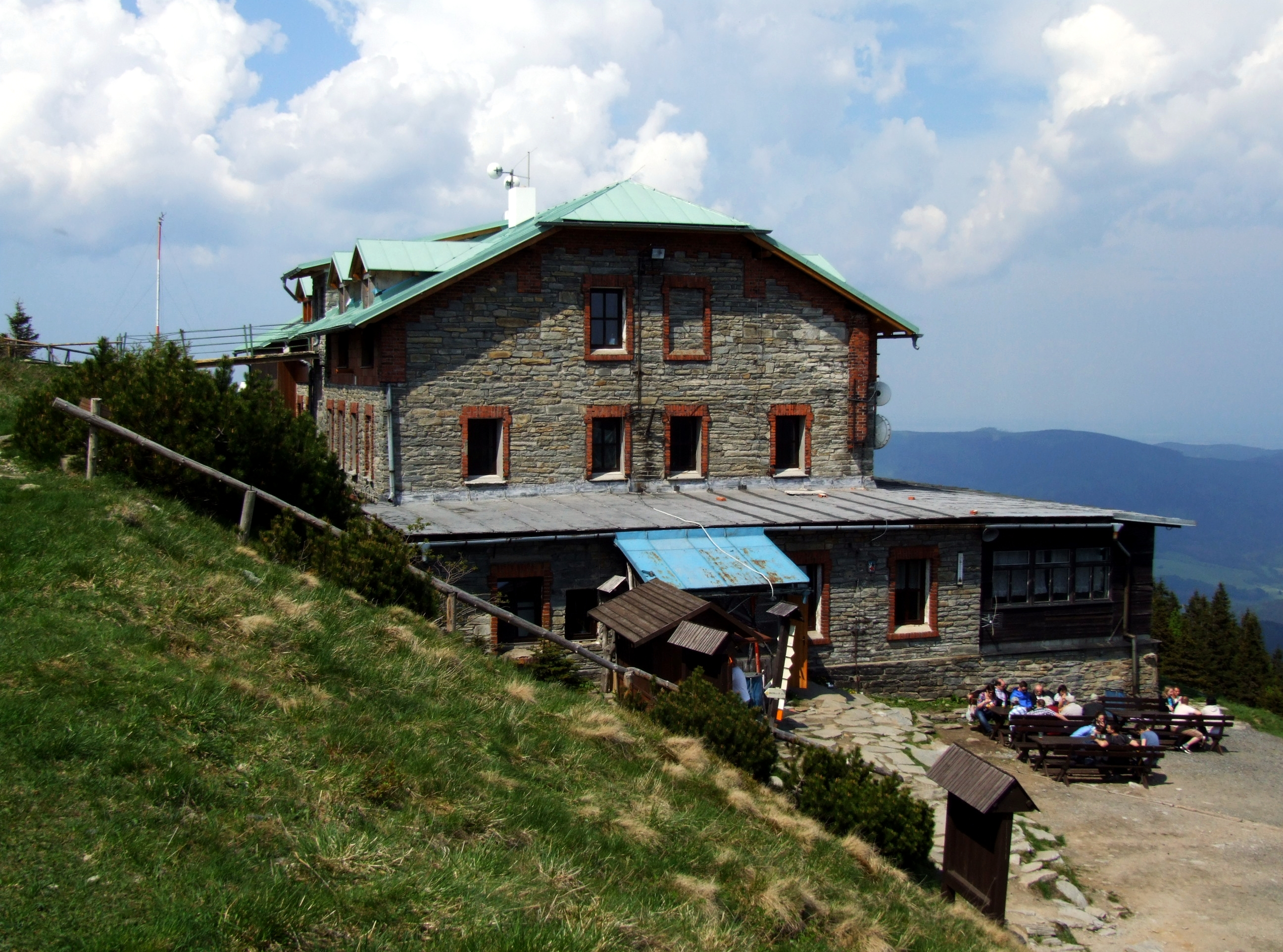
Chata Jiřího

Nejjednodušší přístup je z Ramzovského sedla dvouúsekovou sedačkovou lanovkou s celoročním provozem, jejíž dolní stanice se nachází asi 700 m chůze od vlakové zastávky Ramzová na trati Šumperk – Krnov; zde zastavují přímé vlaky v jednom směru z Jeseníka, v druhém směru z Brna a Olomouce.
Samotný vrchol ležící v rezervaci není zpřístupněn; vyhlídková vrstevnicová cesta ve vrcholové části spojuje horní stanici lanovky s kamennou Chatou Jiřího (1323 m), odkud pokračuje ještě k rozcestí s hlavní hřebenovkou Hrubého Jeseníku. Dřevěná chata byla zbudována roku 1888 německým turistickým spolkem a pojmenovaná podle vratislavského arcibiskupa Jiřího Koppa. Roku 1893 vyhořela, ale už 1894 byla otevřena útulna kamenná, roku 1926 byla rozšířena do současné podoby. V chatě se čepuje mj. pivo Šerák, světlý jedenáctistupňový ležák z pivovaru Holba v Hanušovicích.
Šerák je přístupný po značených turistických cestách z několika směrů:
- z Ramzové vede klasický výstup po červeně značené hlavní hřebenovce, kterou kopíruje i naučná stezka S Koprníčkem na výlet Keprnickými horami. Vede kolem dolní stanice lanovky, studánky Dobrá voda k rozcestí Nad Dobrou vodou, kolem přestupní stanice lanovky v sedle pod Černavou a úbočím Mračné hory na zmíněnou odbočku k Chatě Jiřího.
- z Ramzové se lze vydat i po zelené značce údolím Vražedného potoka, odkud cesta stoupá hustou vegetací na Obří skály, dále po strmé modře značené cestě až k Chatě Jiřího. Na Obří skály lze vystoupit i snazší cestou po modré značce z Horní Lipové.
- z Ostružné po modré turistické značce kolem prvorepublikového opevnění na rozcestí Nad Dobrou vodou a dále po červené jako při výstupu z Ramzové.
- z Lipové Lázní a Jeseníku vedou cesty, které se postupně napojují na žlutou značku, která serpentinami na cca 1 km překonává převýšení 400 m. Velmi náročné.
- z Bělé pod Pradědem vede modrá značka přes Výrovku a Šumný. Tato cesta měří 10 km, s převýšením 850 m.
- z Branné vede žlutá směr Banjaluka, dále na Vozku a na sedle Trojmezí se napojí na hlavní hřebenovou trasu a po ní na odbočku k Chatě Jiřího.
- z Červenohorského sedla po hlavní hřebenovce. Na rozcestí Bílý sloup se hřebenovka rozdvojuje, vlevo vede červená a zelená značka západním svahem Červené hory přes Vřesovou studánku a vpravo žlutá východním svahem Červené hory s výhledy do Sněžné kotliny, kde jsou v zimě běžné laviny. Žlutá a zelená se spojují na Kamenném okně, zajímavém skalním útvaru s krásnými výhledy do Sněžné kotliny. Všechny značky se pak spojují na rozcestí Pod Vřesovou studánkou, odkud hřebenovka pokračuje přes Trojmezí a Keprník až na Šerák.

## Lyžování
Běžkaři mohou vyrazit na Šerák z Ostružné po jesenické lyžařské magistrále, která ze Šeráku pokračuje na Keprník a dále hlavním hřebenem na Vřesovou studánku. Tento úsek není strojově upravovaný a některé úseky jsou velmi exponované. U Vřesové studánky začíná strojově upravovaný úsek až na Červenohorské sedlo.
Ski Park Ramzová zahrnuje celkem 10 vleků, celková délka sjezdovek 9,6 km. K dispozici jsou sjezdovky všech stupňů obtížnosti (modrá, červená, černá). Výborné lyžařské podmínky panují zejména na sedle pod Černavou.
Příkrý svah Šeráku se využívá i pro skialpinismus.